# تأثير النائم
التأثير النائم هو ظاهرة نفسية تتعلق بالإقناع. إنه زيادة متأخرة في تأثير رسالة مصحوبة بإشارة تشكيكية.

## تأثير النائم
عندما يتعرض الناس عادة إلى رسالة مقنعة (مثل إعلان تلفزيوني جذاب أو مقنع)، فإن مواقفهم تجاه تأييد الرسالة تزداد بصورة كبيرة.
لكن بمرور الوقت، يبدو أن مواقفهم التي تكونت حديثًا تنجذب نحو الرأي الذي كان قبل استلام الرسالة، كما لو أنهم لم يتعرضوا أبدًا للرسالة. تم توثيق هذا النمط من الانحلال الطبيعي في المواقف باعتباره النمط الطولي الأكثر ملاحظة في بحوث الإقناع (ايجلي وتشايكن عام 1993م).
في المقابل بعض الرسائل غالبا ما تكون مصحوبة بإشارة تشكيكية (على سبيل المثال، إنكار رسالة ومصدر ذو مصداقية منخفضة) مما قد يثير شكوك المستلم حول صحة الرسالة ويقمع أي تغيير في الموقف من الممكن أن يحدث بسبب التعرض لهذه الرسالة وحدها. وبالإضافة إلى ذلك، عندما يتعرض الناس لرسالة مقنعة تليها إشارة تشكيكية، يميل الناس إلى أن يكونوا أكثر اقتناعا بمرور الوقت ؛ يشار إلى هذا باسم تأثير النائم (هوفلاند وفايس عام 1951؛ كوك وفلاي عام 1978م).
على سبيل المثال، في الحملات السياسية خلال الانتخابات الهامة,غالبا مايرى الناخبين المترددين إعلانات سلبية عن حزب أو مرشح لمنصب. في نهاية الإعلان، قد يلاحظون أيضًا أن المرشح المعارض دفع ثمن الإعلان. من المفترض أن هذا سيجعل الناخبين يشككون في صحة الإعلان ، وبالتالي، قد لا يتم إقناعهم في البداية. ومع ذلك، على الرغم من أن مصدر الإعلان يفتقر إلى المصداقية ، إلا إنه من المرجح أن يتم إقناع الناخبين لاحقًا (وفي النهاية القيام بالتصويت ضد المرشح الذي تمت مهاجمته بواسطة الإعلان).
هذا النمط من تغيير الموقف حير علماء النفس الاجتماعي منذ ما يقرب من نصف قرن ، ويرجع ذلك في المقام الأول إلى طبيعته غير البديهية ولقدرته على المساعدة في فهم عمليات المواقف (ايجلي وتشايكن عام 1993م). هذه كانت ظاهرة تمت دراستها على نطاق واسع في بحوث الإقناع (كومكال وألباراسين عام 2004؛ انظر ايضًا كوك وفلاي عام 1978). على الرغم من التاريخ الطويل ، إلا أن تأثير النائم كان من الصعب الحصول عليه أو استنساخه ، باستثناء زوج من الدراسات التي أجراها غرودر وآخرون عام 1978.

## الجدل حول وجود «تأثير النائم»
أحد الجوانب الأكثر صعوبة التي يمثلها تأثير النائم لبعض الباحثين في الدراسات المبكرة هي صعوبة الحصول على التأثير.
تأثير النائم مثير للجدل لأن تأثير الاتصال المقنع يكون أكبر عندما يقيس المرء التأثير بالقرب من وقت تقديم الرسالة بدلاً من قياسه أبعد من وقت الاستقبال.
بعد محاولة تكرار التأثير والفشل ، اقترح بعض الباحثين أنه قد يكون من الأفضل قبول فرضية العدم واستنتاج أن تأثير النائم غير موجود.
إن تأثير النائم مرتبط بظهور رسالة أولية وبالتالي فإن لهذه الظاهرة تأثيرات على نماذج الإقناع، بما في ذلك أساليب التدريس، وكذلك صياغة مفاهيم أكثر حداثة ، مثل نموذج الكشف عن المنهجية ونموذج احتمالية التوضيح.
ومع ذلك, استجاب كوك وزملاؤه من خلال الإشارة إلى أن الدراسات السابقة فشلت في الحصول على تأثير النائم لأنه لم يتم تحقيق متطلبات الاختبار القوي. على وجه التحديد، قالوا إن التأثير النائم سيحدث فقط إذا:
(أ) الرسالة مقنعة ؛ (ب) يكون للإشارة التشكيكية تأثير قوي بما فيه الكفاية لقمع تغيير الموقف الأولي ؛ (ج) انقضاء وقت كاف بين الفترة ما بعد الاختبار مباشرة والمتأخرة بعد الاختبار؛ و (د) لا تزال للرسالة نفسها تأثير على المواقف أثناء الفترة المتأخرة بعد الاختبار.
في الواقع ، قدمت الدراسات التجريبية التي أجريت أدلة على تأثير النائم الذي يحدث في ظل هذه الظروف ذات الصلة نظريًا. بالإضافة إلى ذلك ، لم يحدث تأثير النائم عندما لم يتم الوفاء بأي من المتطلبات الأربعة.
وفقًا لتفسير التفكك ، يبدو أن تأثير النائم يحدث عندما يتم منح رسالة مقنعة مع إشارة تشكيكية (مثل مصدر ذو مصداقية منخفضة أو حجة مضادة). يحدث تأثير النائم بسبب التفكك التلقائي للرسالة والإشارة التشكيكية بمرور الوقت (على النقيض من النسيان البسيط للمصدر).

## عرف للمرة الأولى
تم التعرف على التأثير النائم لأول مرة في الجنود الأمريكيين خلال الحرب العالمية الثانية ، بعد محاولات لتغيير آرائهم وأخلاقهم. هوفلاند وآخرون قاموا بقياس آراء الجندي بعد خمسة أيام أو تسعة أسابيع من مشاهدتهم لعرض فيلم للدعاية للجيش. وقد تبين أن الفارق في آراء أولئك الذين شاهدوا فيلم الدعاية للجيش وأولئك الذين لم يشاهدوا الفيلم كان أكبر بعد تسعة أسابيع من مشاهدته أكثر من خمسة أيام. الفرق في التأخر في الإقناع هو (الذي أطلق عليه هوفلاند وآخرون) تأثير النائم ، حيث كانت هناك زيادة كبيرة في الإقناع في المجموعة التجريبية.
كانت الجهود الأولى لتبرير التأثير متوافقة مع فهم عمليات الإقناع في ذلك الوقت. قدم هوفلاند وزملاؤه برنامج للبحوث لدراسة كيف أن تذكر الرسالة والمصدر أقنع تأثير النائم. افترضوا أولاً أن أجهزة استقبال الرسائل تنسى التواصل غير الموثوق به مع مرور الوقت، وبالتالي فإن رفض الرسالة الأولي يتناقص. ومع ذلك، فقد اقترحوا لاحقًا أن مستقبلات الرسائل قد لا تنسى تمامًا الإشارة، ومع ذلك، قد يتلاشى الارتباط بين ممثلي الإشارة التشكيكية ومحتوى الرسالة بمرور الوقت ويحدث تأثير النائم . تختلف هاتان الصيغتان في (أ) يشير النسيان إلى أن آثار الإشارات تختفي أو تصبح غير متوفرة في الذاكرة بمرور الوقت ، بينما (ب) يشير التفكك إلى أن الإشارات تظل متاحة في الذاكرة ولكن يمكن استرجاعها بسهولة أقل (يصعب الوصول إليها) فيما يتعلق بموضوع الاتصال.

## فرضيات حول كيفية حدوث تأثير النائم
نظرًا لأن تأثير النائم يعتبر غير بديهي ، فقد حاول الباحثون منذ أوائل الخمسينيات من القرن الماضي شرح كيفية حدوث ذلك ولماذا.

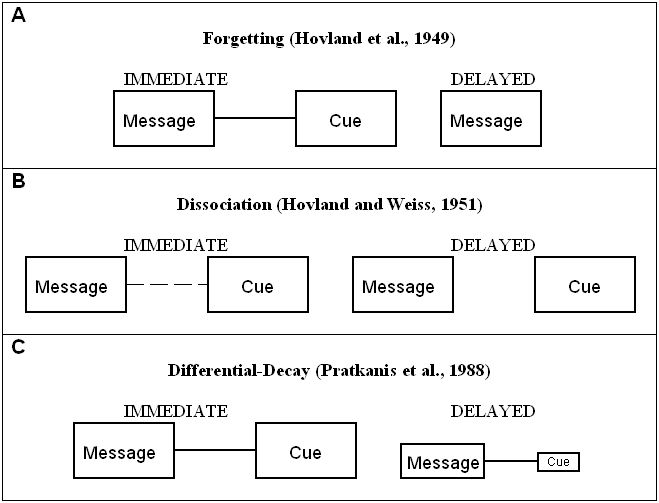
الشكل A: النسيان
الشكل ب: التفكك
الشكل C: الانحلال المتباين

.

### النسيان و التفكك
وفقًا لفرضية النسيان ، فإن الإشارة التشكيكية المرتبطة بالرسالة تقلل في البداية من قبول الرسالة. مع مرور الوقت ، قد يلاحظ المرء زيادة متأخرة في الإقناع إذا نسي المستلم الإشارة ولكنه تذكر مزايا الرسالة (هوفلاند وآخرون عام 1949). لاختبار هذه الفرضية ، بدأ هوفلاند وزملاؤه (هوفلاند وفايس عام 1951، كيلمان وهوفلاند عام 1953، فايس عام 1953) سلسلة من التجارب التي تلقى فيها المشاركون رسائل منسوبة إما إلى مصادر موثوق بها أو غير موثوق بها ، ثم أكملوا قياسات الآراء بالإضافة إلى تذكر محتوى الرسالة والمصدر. بشكل عام ، أنتجت الرسائل ذات المصادر الموثوقة إقناعًا أوليًا أكبر من الرسائل التي قدمتها مصادر غير موثوقة.